# Alos (Tarn)
Alos es una localidad y  comuna francesa situada en la región de Mediodía-Pirineos, departamento de Tarn, en el distrito de Albi y Cantón de Castelnau-de-Montmiral.

## Demografía
| 138 | 150 | 149 | 132 | 123 | 130 |
| Para los censos de 1962 a 1999 la población legal corresponde a la población sin duplicidades (Fuente: INSEE [Consultar]) |     |     |     |     |     |